# NGC 3497
NGC 3497 este o galaxie LINER situată în constelația Cupa. A fost descoperită în 8 martie 1790 de către William Herschel. Se află la o distanță de 52,77 de megaparseci de Pământ.